# Абиссинская кошка
Абисси́нская кошка — порода домашних кошек, выведенная в Великобритании в конце XIX века на основе аборигенных пород кошек Восточной Африки и Юго-Восточной Азии. Абиссинская — одна из самых древних пород кошек и одновременно одна из первых пород, получивших официальный выставочный стандарт.

## История породы

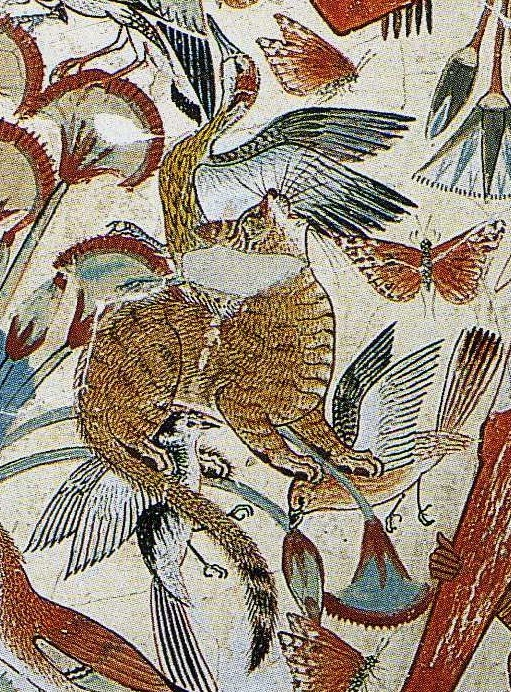
Фрагмент из сцены охоты в гробнице Небамона (XV—XIV века до н. э.)

Есть несколько версий происхождения данной породы кошек. Ни одна из них не является полностью доказанной, у каждой из них есть свои сторонники и противники.
Известно, что первой кошкой абиссинского фенотипа, получившей известность в Европе, была кошка по кличке Зула, привезённая в Англию из Эфиопии, в то время называвшейся Абиссинией. По её происхождению и получила название порода в будущем. Зулу привёз капитан Баррет-Ленард в 1868 году, вернувшись домой с Англо-абиссинской войны. Неизвестно, были ли у этой кошки котята, использованные в становлении породы, но именно эта кошка привлекла внимание общественности к аборигенным кошкам Африки. Цветная литография кошки Зулы, сделанная ещё при её жизни, опубликована в книге Гордона Стейблса (1874 год) «Кошки: их особенности и классификация».
Доказанным генетиками фактом является родство абиссинских кошек с аборигенными кошками Древнего Египта. В 1951 году в хранилище Британского музея были найдены 192 мумии кошек. Они хранились там с 1907 года, когда и были обнаружены. При вскрытии и инвентаризации было установлено, что кошки были мумифицированы примерно между 600 и 200 гг. до н. э, и большинство из них имели явное фенотипическое сходство с современной абиссинской кошкой. Позднее сходство было доказано на генетическом уровне, хотя на данный момент это очень разные породы и нельзя говорить о том, что современные абиссинские кошки являются прямыми потомками кошек Древнего Египта. Однако, несомненно, можно утверждать, что кровь этих кошек исторически участвовала в формировании абиссинцев.
Есть сходство у первых абиссинских кошек и с диким подвидом ливийской степной кошки (Felis silvestris libyca), что приводит к тому, что часть фелинологов склоняются к тому, что абиссинские кошки происходят от них.
Также надо отметить, что в основе породы лежат не только африканские, но и южноазиатские кошки.
Дело в том, что в популяциях домашних кошек Африки окрас абиссинский табби очень редок. Но он часто встречается в популяциях кошек Сингапура и Юго-восточной Азии.
В 19 веке Англия вела множество колониальных войн и кошки необычного дикого вида могли привозиться из разных регионов, скрещиваясь в том числе по пути.
Ещё одной версией происхождения абиссинских кошек является версия о том, что они получены путём скрещивания европейских короткошёрстных кошек с окрасом табби, весьма распространённых в Англии, с привезёнными кошками из Эфиопии аборигенных диких окрасов. Вероятно, такие скрещивания начаты были ещё в 1800-х годах.
Первые кошки абиссинской породы были показаны на выставке 1871 года в Хрустальном дворце близ Лондона. Тогда у кошек были полоски табби на конечностях, но со временем селекционеры избавились от этой черты в их внешности. Также до 1900-х годов у кошек этой породы были заметные кисточки на ушах, что усиливало их экзотичность.
В то время абиссинские кошки имели весьма разнообразные окрасы. Существует мнение, что первые абиссинские кошки были в большинстве своём серебристого окраса с остатками рисунка в виде полосок. Одни из первых официально зарегистрированных абиссинцев носили имена Aluminium (Алюминий), Quicksilver (Ртуть), Silver Memelik (Серебряный Мемелик), Silver Fairy (Серебряная Фея) и Salt (Соль).

## Формирование породы
Впервые стандарт породы был принят в 1882 году, с тех пор изменения в стандарт вносились более двадцати раз, а в середине двадцатого века порода едва не исчезла полностью у себя на родине в Великобритании. За период Второй мировой войны поголовье кошек было практически утеряно и по окончании войны в Британии эти кошки восстанавливались заново на основе американских линий.
Современный стандарт абиссинской кошки значительно отличается от первого стандарта, принятого в девятнадцатом веке, в сторону более восточного типа. Современные абиссинцы более тонкие, лёгкие и длиннолапые, чем их предки.
Изменился и тип шерсти абиссинцев. У современных кошек этой породы практически нет подшёрстка, в отличие от первых версий стандарта.
Изменения коснулись и окраса. На раннем этапе признания породы у кошек этой породы преобладал окрас табби, а у современных абиссинцев окрасы только тикированные, чистый табби не является допустимым.

### Современные варианты окраса абиссинской кошки
В настоящее время официально признанными ассоциацией CFA (Cat Fanciers' Association) являются четыре основных окраса абиссинских кошек: дикий (rudy), соррель (sorrel), голубой (blue) и фавн (fawn).
Кроме того, в TICA, FIFe и ACF приняты в качестве разрешённых окрасов абиссинской кошки серебристые варианты этих окрасов. В фелинологической федерации CCCA также разрешены шоколадный и лиловый окрасы, а в федерации GCCF кремовый и черепаховый окрасы.

## Внешность
Абиссинская кошка имеет стройное, гармонично сложенное тело и обладает необычной, красочной шерстью с ярко выраженным тикингом (зонарное окрашивание волоса, когда на нём чередуются тёмные и светлые полосы). Взрослая кошка средних размеров, вес животного в среднем от 3 до 6 кг. Глаза абиссинцев имеют характерную «подводку» из тонкой полоски светлой шерсти по контуру глаза, что создаёт ощущение больших и распахнутых глаз. Шерсть мягкая, очень гладкая и практически лишена подшёрстка, плотно прилегает к коже.
Котята абиссинской кошки всегда рождаются с тёмным окрасом и приобретают свой породный окрас только через несколько месяцев.

## Современный стандарт абиссинской кошки по версии федерации CFA
Стандарт абиссинской породы, принятой фелинологической федерацией CFA, является одним из наиболее строгих и чётко прописанных стандартов этой породы среди международных фелинологических федераций. У ряда других федераций также существуют собственные вариант стандартов этой породы, допускающие другие окрасы или менее строгие требования по тем или иным пунктам.

### Стандарт породы по версии CFA
Общее впечатление: В идеале, это яркая кошка с отчётливым тикингом на шерсти, средних размеров, королевской внешности. Абиссинская кошка гибкая, крепкая, мускулистая, показывающая нетерпеливую деятельность и живой интерес ко всему окружающему её. Имеет уравновешенный темперамент и хороший физический баланс пропорционально сложенной кошки.
Голова имеет форму изменённого, немного округлённого клина, без плоских граней: брови, щёки, линия профиля мягко очерчены. Небольшой подъём от переносицы ко лбу, который должен иметь хороший размер.
Лоб слабовыпуклый, широкий между ушами, образующий плавную, единую линию вместе с макушкой и арочно изогнутой шеей.
Мордочка не заострённая и не квадратная.
Подбородок не скошенный и не выступающий. Исключение должно быть сделано для взрослых котов, имеющих выступающий подбородок.
Уши насторожённые, большие, умеренно заострённые, чашевидные и широкие в основании, поставленные так, как если бы кошка к чему-нибудь прислушивалась.
Шерсть на ушах очень короткая и густая, предпочтительно, типпирована чёрным или тёмно-коричневым у абиссинцев дикого окраса и шоколадно-коричневым у абиссинцев окраса соррель, сланцево-синим — у голубых абиссинов, светлым какао-коричневым — у абиссинов окраса фавн.
Глаза миндалевидной формы, большие, блестящие и выразительные. Не круглые и не восточные, прекрасно подчёркнутые тёмной линией в окружении светлой области.
Тело средней длины, гибкое и изящное, демонстрирующее хорошо развитую, но без грубости, мускульную силу. Тип сложения абиссинца представляет собой нечто среднее между низкорослым, грубым и длинным, стройным типами строения. Пропорции и баланс имеют большее значение, чем просто размер.
Ноги и ступни пропорционально тонкие и изящные, абиссинка словно парит над землёй, касаясь её только кончиками пальцев ног.
Лапы овальные, маленькие и компактные. По пять пальцев на передних ногах и по четыре — на задних.
Хвост толстый в основании, достаточно длинный, сужающийся к концу.
Шерсть мягкая, шелковистая, тонкой текстуры, но густая и упругая на ощупь, с ярким блеском. Средней длины, но достаточной для того, чтобы разместить на одном волоске две-три тёмных полосы тикинга.
Недостатки: нестандартные, несоответствующие цвету окраса подушечки лап, длинная узкая голова, короткая круглая голова, кольцевые отметины в окрасе на ногах и хвосте, тёмный маркинг на шее в виде разорванного «ожерелья». Холодные или серые тона шерсти. Выбеленный подшёрсток у дэлютов: кошек окрасов фавн и голубой.
Пороки, приводящие к дисквалификации: белый медальон и другие белые участки на теле кошки, кроме, как вокруг ноздрей, на подбородке и верхней части горла. Узлы, заломы и другие дефекты хвоста. Серый прикорневой подшёрсток, преобладающий на значительной части тела. Любые чёрные волосы на шерсти абиссина окраса соррель. Неправильное количество пальцев. Любой другой окрас, кроме четырёх признанных.

### Окрасы шерсти по версии федерации CFA
Окрасы шерсти абиссинской кошки по версии федерации CFA имеют строго описанные четыре типа, в которых прописан не только внешний вид окраса, но и генотип, несущий этот окрас.
Общие положения: Окрас шерсти тёплый и пылающий. Тикинг отчётливый и ровный, при этом чёрные полосы контрастируют со светлыми по всей длине волоса. Цвет подшёрстка до самой кожи ясный и яркий. Желательны более глубокие оттенки окраса. Однако, интенсивность тикинга не должна быть пожертвована в угоду глубине окраса. Допускается затемнение вдоль спинного хребта, при полном тикировании этой зоны. Предпочтение отдаётся кошкам, не имеющим маркинг на нижней стороне груди и ног, колец на хвосте.
Лицевой маркинг: тёмные полосы, идущие от глаз и бровей, затемнённые скулы, точки и затемнения на подусниках должны быть ярко выражены. Глаза, подчёркнутые тёмной линией век, в окружении светлой области шерсти вокруг глаза. Цвет глаз золотой или зелёный. Ценится глубина и насыщенность их цвета.

#### Генетическая кодировка окрасов абиссинской кошки
Все четыре основных разрешённых окраса абиссинской кошки имеют чёткую генетическую кодировку:

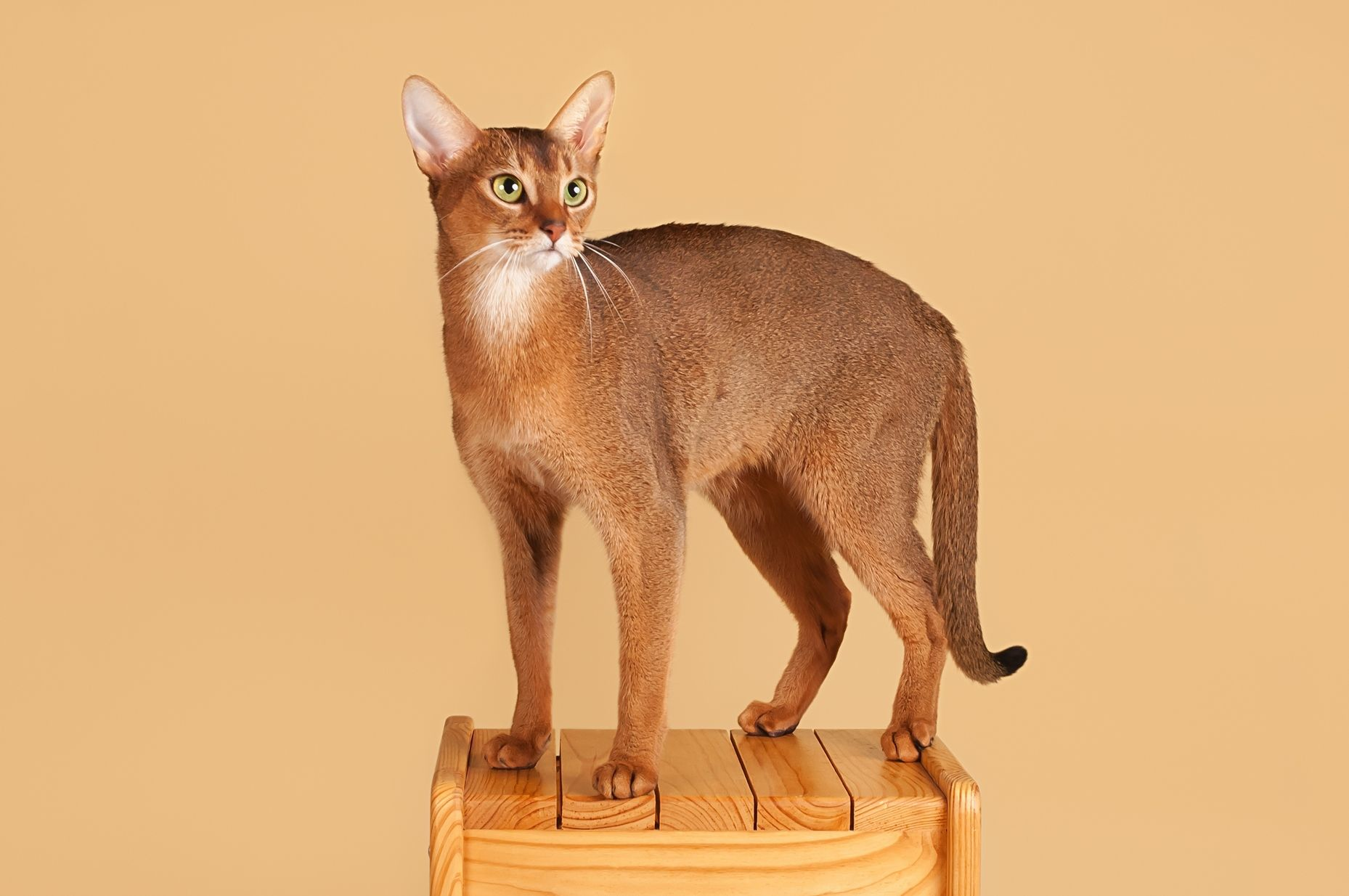
Абиссинская кошка дикого окраса (Rudy) по классификации WCF

RUDY (ABYn) (генотип BBDD, BBDd, BblDD, BblDd)
Абиссинская кошка дикого окраса. Характерным является равномерный по всему телу, двойной или тройной тикинг, не формирующий какого-либо узора. Чередующиеся участки шерсти имеют красно-коричневый окрас, оранжевый и чёрный цвета. Кончики остей окрашены в чёрный цвет. Вдоль позвоночника допускается более тёмный тон окраса.
Подшёрсток окрашен в оранжевый цвет без зонарности, поэтому живот и внутренняя сторона ног имеют ровный темно- абрикосовый цвет разной интенсивности. Подошвы и кончик хвоста чёрные. Глаза янтарные или зелёные. Мочка носа кирпично-красная с чёрной окантовкой. Подушечки лап чёрные или тёмно-коричневые, с чёрными очёсами между пальцев, незначительно выходящими за пределы подушечек лап.
SORREL (FBYo) (генотип blblDD, blblDd)
Красно-коричневая абиссинская кошка окраса соррель. Окрас шерсти от рыжевато-коричневого до медно-красного. Корни остей и подшёрсток абрикосового цвета. Тикинг образован зонами интенсивного красно-коричневого окраса. Вдоль позвоночника более интенсивный оттенок. Мочка носа цвета увядшей розы с красно-коричневым ободком. Подушечки лап — цвета увядшей розы.
BLUE (ABYa) (генотип BBdd Bbldd)
Голубая абиссинская кошка. Окрас шерсти серо-голубого тона. Корни остей и подшёрсток песочно-кремового цвета. Тикинг образован зонами голубовато-стального цвета, перемежающимися с бежевыми зонами. Вдоль позвоночника более тёмный оттенок. Мочка носа кирпично-красная с голубой окантовкой. Подушечки лап серо-голубые.
FAWN (ABYp) (генотип blbldd)
Абиссинская кошка окраса фавн. Тон окраса — кофе или какао с молоком. Подшёрсток и корни остей светлого нежно-кремового или нежно-песочного цвета. Тикинг образован участками лилово-бежевого цвета на кремовом фоне разных оттенков. Вдоль позвоночника более тёмная полоса. Мочка носа цвета увядшей розы с лиловым ободком. Подушечки лап цвета увядшей розы.

## Характер
Абиссинская кошка отличается высоким интеллектом и живым темпераментом. Кошки этой породы активны, игривы, любят лазать и располагаться на высоких поверхностях. Абиссинцы любопытны и очень контактны. Они легко обучаются новому, быстро усваивают различные навыки. Это аккуратные, ценящие внимание и заботу кошки. Им нравится жить вместе с другими кошками. Могут неплохо уживаться с другими домашними животными.
Абиссинцам не свойственно громкое мяуканье даже в период течки у кошек и половой охоты у котов.

## Здоровье
При хорошем уходе и содержании, а также правильном питании, могут дожить в среднем до 20 лет. Это активные и подвижные кошки.
Однако у абиссинской кошки могут наблюдаться специфические генетические заболевания — атрофическая ретинопатия сетчатки, поликистоз почек (больше подвержены кошки голубых окрасов, это касается всех кошек с этим окрасом, независимо от породы) и заболевания крови, связанные с нарушением целостности эритроцитов.
Все эти заболевания относительно легко диагностируются генетическими тестами в раннем возрасте. Практически все питомники проверяют своих производителей на эти заболевания и выводят животных-носителей из разведения. Как и у многих других кошек, у абиссинцев может развиться гингивит. Чтобы этого не случилось, с самого детства нужно правильно кормить котёнка и следить за зубами, регулярно проверяя их у ветеринара. Также могут быть проблемы со стулом после переедания.
Также у абиссинской кошки может наблюдаться почечный амилоидоз, порода предрасположена к дисплазии тазобедренного сустава, вывихам коленной чашечки. На дисплазию проводится генетический анализ, позволяющий избежать риска приобрести заведомо больное животное.

## Уход
Абиссинские кошки нуждаются в минимальном уходе за шерстью. Легко приучаются к лотку, если используется естественный наполнитель, либо к унитазу. Искусственный наполнитель может вызвать затруднения. Поэтому современные заводчики предпочитают приучать абиссинских котят сразу к унитазу.
Необходимо регулярно чистить уши, а вот купание не является обязательным. Мыть абиссинскую кошку необходимо только в том случае, если она не может самостоятельно справиться с загрязнением или если шерсть кошки испачкана в том, что слизывать самостоятельно небезопасно для питомца.

## Факты
В 1978 году студия Walt Disney Productions выпустила фильм под названием «Кот из далёкого космоса» («The Cat From Outer Space»). В главной роли кота-пришельца, попавшего на Землю в результате поломки космического корабля, был показан абиссинский кот. При этом на съёмках было задействовано двое животных этой породы, кот и кошка.
Среди знаменитых владельцев абиссинских кошек певец Дэвид Боуи и киноактёр Николас Кейдж.
У абиссинцев сильно развит родительский инстинкт, коты не меньше кошек заботятся о потомстве и следят за котятами.